# Pieux Mensonge (film)
 (août 2025).
Pieux Mensonge est un film muet français réalisé par Louis Feuillade, sorti en 1909.
Il a été projeté à la salle Imperial Cinema Novelty de Saint-Étienne le 31 juillet 1909.